# Vladimir Škljarov
Vladimir Andreevič Škljarov (in russo Владимир Андреевич Шкляров?; Leningrado, 9 febbraio 1985 – San Pietroburgo, 16 novembre 2024) è stato un ballerino russo.

## Biografia
Nato a San Pietroburgo (allora Leningrado) nel 1985, Škljarov studiò balletto all'Accademia di danza Vaganova, diplomandosi nel 2003. Nello stesso anno si unì al Balletto Mariinskij, di cui divenne ballerino principale nel 2011.
Col Balletto Mariinskij egli danzò molti dei grandi ruoli maschili del repertorio classico, tra cui James ne La Sylphide, Albrecht in Giselle, Solor ne La Bayadère, il Principe Desiderio ne La bella addormentata, Siegfried ne Il lago dei Cigni, il principe ne Lo schiaccianoci, Jean de Brienne in Rajmonda, Basilio in Don Quixote e ruoli principali in Paquita, Le Spectre de la rose, Les Sylphides e Jewels.
Škljarov danzò anche coreografie moderne, come la prima de Le Réveil de Flore e La Carnaval di Sergej Vilcharev.
Dal 2016 al 2017 danzò come ballerino principale per la compagnia dell'Opera di Stato della Baviera su invito di Igor' Zelenskij. Nel 2017 danzò anche con il Royal Ballet, sostituendo all'ultimo minuto Sergej Polunin in Marguerite and Armand.
Vladimir Škljarov è morto il 16 novembre 2024, all'età di 39 anni, dopo essere caduto da un balcone.

## Vita privata
Si sposò con la ballerina Marija Širinkina nel 2013 ed ebbero due figli: un maschio, Aleksej, nel febbraio 2015, e una femmina, Aleksandra, nel luglio 2021.